# Île Gabriola

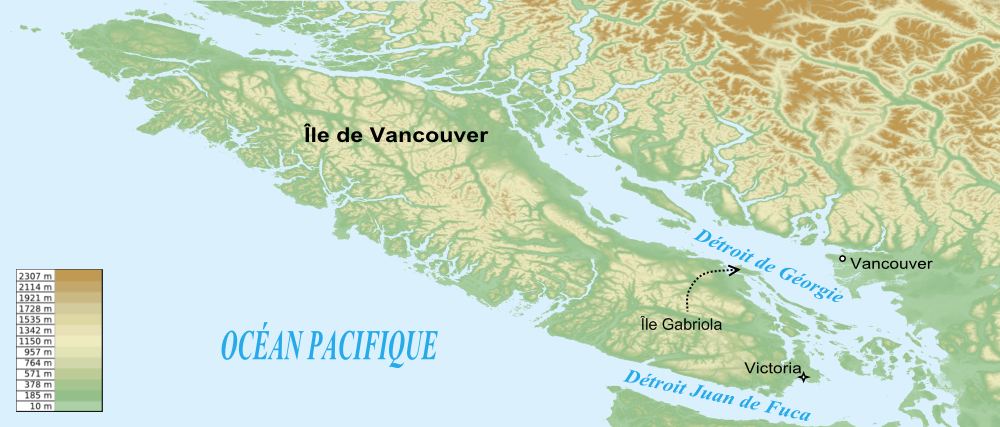
Carte du sud-ouest de la Colombie-Britannique permettant de localiser l'île Gabriola

L'île Gabriola (en anglais : Gabriola Island), parfois surnommée en anglais Petroglyph Island, fait partie des îles Gulf qui se situent dans le détroit de Géorgie en Colombie-Britannique au Canada, qui sépare l'île de Vancouver du continent.

## Géographie

Carte de l'île Gabriola

### Situation et dimensions
Gabriola fait partie du groupe sud des îles Gulf qui comprend notamment les îles Saltspring, Galiano et Valdes. Elle est l'île la plus au nord dans ce groupe, à environ cinq kilomètres de la ville de Nanaimo sur l'île de Vancouver.
Elle s'étend sur 57,6 kilomètres carrés.

### Climat
| Mois                                  | jan.     | fév.     | mars    | avril   | mai       | juin    | jui.    | août     | sep.    | oct.    | nov.     | déc.     | année    |
| ------------------------------------- | -------- | -------- | ------- | ------- | --------- | ------- | ------- | -------- | ------- | ------- | -------- | -------- | -------- |
| Température minimale moyenne (°C)     | 1        | 0,7      | 2,2     | 3,9     | 6,6       | 9,6     | 11,4    | 11,2     | 8,5     | 5,2     | 2,3      | 0,7      | 5,3      |
| Température moyenne (°C)              | 3,9      | 4,2      | 6,1     | 8,5     | 11,7      | 14,6    | 17      | 16,9     | 13,9    | 9,4     | 5,6      | 3,6      | 9,6      |
| Température maximale moyenne (°C)     | 6,7      | 7,8      | 10      | 13,1    | 16,7      | 19,5    | 22,4    | 22,4     | 19,1    | 13,4    | 8,8      | 6,3      | 13,9     |
| Record de froid (°C) date du record   | −16 1996 | −12 1989 | −6 1996 | −4 1984 | −2,5 2002 | 2 1999  | 4 1985  | 4,5 1992 | 0 2000  | −6 2002 | −14 1985 | −15 1985 | −16 1996 |
| Record de chaleur (°C) date du record | 15 2003  | 15 1986  | 21 2004 | 25 1987 | 31 1983   | 30 1987 | 32 1994 | 31 1996  | 30 1987 | 24 1987 | 18 1996  | 17 2005  | 32 1994  |
| Précipitations (mm)                   | 147,3    | 95,6     | 92,1    | 62,8    | 47,9      | 43,2    | 24,5    | 26,6     | 33,9    | 86,3    | 156,9    | 140,5    | 957,5    |
| dont neige (cm)                       | 10,4     | 6,1      | 3,2     | 0       | 0         | 0       | 0       | 0        | 0       | 0,4     | 6,6      | 8        | 34,7     |
| Nombre de jours avec précipitations   | 17,7     | 13,4     | 15,3    | 13,6    | 11,3      | 10,2    | 6       | 5,2      | 6,8     | 13,5    | 18,2     | 17,2     | 148,3    |
| Nombre de jours avec neige            | 1,9      | 1,1      | 0,58    | 0       | 0         | 0       | 0       | 0        | 0       | 0,08    | 0,92     | 1,4      | 5,9      |

| Diagramme climatique                                  |            |           |             |             |             |              |              |             |             |             |             |
| J                                                     | F          | M         | A           | M           | J           | J            | A            | S           | O           | N           | D           |
| 6,71147,3                                             | 7,80,795,6 | 102,292,1 | 13,13,962,8 | 16,76,647,9 | 19,59,643,2 | 22,411,424,5 | 22,411,226,6 | 19,18,533,9 | 13,45,286,3 | 8,82,3156,9 | 6,30,7140,5 |
| Moyennes : • Temp. maxi et mini °C • Précipitation mm |            |           |             |             |             |              |              |             |             |             |             |

## Population
L'île Gabriola abrite une population d'un peu plus de 4 000 habitants.
Avant l'arrivée des Européens, l'île était habitée par les indiens Snuneymuxw qui font partie des populations salish de la côte et dont le territoire traditionnel s'étend de la côte est de l'île de Vancouver (incluant l'île Gabriola, l'île Mudge et d'autres îles adjacentes) au bassin-versant de la rivière Nanaimo.

## Transport
L'île Gabriola est reliée à Nanaimo par les ferrys de la société BC Ferries, la traversée dure une vingtaine de minutes. Les résidents utilisent aussi fréquemment leur propre bateau ou même leur hydravion.

## Toponyme
La carte sphérique établie en 1795 par les explorateurs espagnols Dionisio Alcalá Galiano et Cayetano Valdés identifiait la pointe sud-est de l'île sous le nom de Punta de Gaviola (en français : « cap de Gaviola »). Ce nom s'est transformé ensuite en « Gabriola ». Les interprétations diffèrent pour savoir si « gaviola » était une déformation du mot espagnol gaviota qui signifie « mouette » où s'il s'agissait d'un patronyme. De même, les avis divergent pour savoir si ce nom avait été attribué par José María Narváez, lors d'une exploration menée en 1791 sous les ordres de Francisco de Eliza y Reventa, ou si c'est Juan Francisco de la Bodega y Quadra qui a donné ce nom.
L'île est parfois surnommé Petroglyph Island du fait de la présence de nombreuses pierres gravées par les populations d'origine.

## À lire
- October Ferry to Gabriola (en), œuvre posthume de Malcolm Lowry (traduit en français sous le titre « En Route vers l'Ile de Gabriola »).